# Кранке, Теодор
Теодор Кранке (нем. Theodor Krancke; 30 марта 1893, Магдебург — 18 июня 1973, Венторф-Хамбург) — немецкий адмирал, участник Первой и Второй мировых войн.

## Биография
Поступил на службу в Кайзермарине в 1912 году. Участвовал в Первой мировой войне, воевал на торпедных катерах.
В 1930—1932 годах — командир 4-й торпедной флотилии.
В 1935—1937 годах — начальник отдела обороны страны в Имперском руководстве ВМС.
С 1937 года — начальник Морской академии.
С августа 1939 года — начальник штаба главнокомандующего в Северном море.
С 31 октября 1939 года — командир карманного линкора «Адмирал Шеер».
Предпринял на нём успешный рейд в Атлантический и Индийский океаны, потопив в ходе рейда 13 торговых судов, вспомогательный крейсер «Джервис Бей» и ещё три судна захватив. Общий тоннаж потопленных и захваченных судов составил 115 195 брт. По итогам этого похода получил звание контр-адмирала и был награждён Рыцарским крестом (21 февраля 1941 года).
С июня 1941 года начальник Командного управления ОКМ и начальник штаба руководства морскими операциями.
С января 1942 года являлся представителем главнокомандующего ВМФ гроссадмирала Эриха Редера в ставке Адольфа Гитлера. В феврале 1943 года с приходом к командованию ВМС Карла Дёница отстранён от должности.
С апреля 1943 года командующий группой ВМС «Запад» со штабом в Париже.
Во время заговора против Гитлера в июле 1944 года, заговорщики во главе с генералом Карлом фон Штюльпнагелем взяли под контроль Париж, арестовав всех членов СД и СС. Однако Кранке направил подчинённых ему моряков на подавление выступления, чего заговорщики не ожидали.
18 октября 1944 года награждён Рыцарским крестом с дубовыми листьями.
В мае 1945 года арестован и до 1947 года находился в тюрьме.